# 이나바 히사히토
이나바 히사히토(일본어: 稲葉 久人, 1985년 5월 26일 ~ )는 일본의 전 축구 선수이다.

## 구단 경력
과거 도치기 SC, 도치기 우바에서 활동하였다.